# Aeroportul Lucca-Tassignano
Aeroportul Lucca-Tassignano (IATA: LCV, ICAO: LIQL) este un aeroport din Capannori, Provincia Lucca, Toscana, Italia ce deservește zona Lucca. A fost deschis în 1932 și numit după zona deservită.
Situat la o altitudine de 12 m, aeroportul dispune de 1 pistă.

## Infrastructură

### Piste
Aeroportul dispune de o singură pistă. Pista 10/28 are suprafața de asfalt și dimensiunile 910 m × 18 m. 